# Psi Capricorni
Psi Capricorni is een Type-F hoofdreeksster in het sterrenbeeld Steenbok met magnitude van +4,13 en met een spectraalklasse van F5.V. De ster bevindt zich 47,73 lichtjaar van de zon.